# Søren Thorup
Søren Thorup er en dansk skuespiller, bedst kendt som børnenes legeonkel på Kanal 2s og senere TvDanmarks "Børnekanalen".

## Karriere
Søren Thorup og Pernille Aalund var værter sammen på Børnekanalen, der startede i 1994 på Kanal 2. Pernille blev dog skiftet ud med Lotte Feder, og Søren og Lotte fortsatte som makkerpar op til 2001. Efter Børnekanalen lavede de for en kort stund Milkshake på TvDanmark. Siden da er Søren Thorup begyndt at turnere med sit Cartoon Network show, hvor han optræder på scenen med figurer som Johnny Bravo, Ben10, ScoobyDoo. Søren Thorup er også producer og producerede bl.a. Big Brother.
For SBSTV har Søren Thorup produceret; Kigind TV, Dinesen Spotlight, Dinesen Special, Galileo
Søren Thorup er trommeslager i ThirdWheelDrive, Stifinder og Betweens. Søren Thorup fungerer som afløser i flere danske orkestre.